# Yves de Bayser
Pour les articles homonymes, voir De Bayser.
Yves de Bayser est un écrivain français, né le 21 octobre 1920 à Paris et mort le 4 février 1999 à Paris,.

## Biographie
Découvert par René Char, Yves de Bayser collabora à partir de 1946 aux revues : Fontaine, L'Arche, Botteghe Oscure et Mercure de France.
En 1954, Albert Camus a publié ses essais, Églogues du tyran, dans sa collection chez Gallimard.
Il reçoit le prix Mallarmé 1980 pour le recueil Inscrire.

## Œuvres
- Douze poèmes pour un secret, Guy Lévis-Mano 1948
- Horoscope d'un poète, Le Cormier, 1954 (publié à la suite de Le deuil des Névons de René Char)
- Également auteur du Jardin, Tchou, 1970 (préfacé par André Pieyre de Mandiargues)
- Inscrire, Granit, 1979
- Le Jardin, Granit, 1993
- Eglogues du tyran, Granit, 1993
- Harcèlement, Granit, 1993
- Apercevoir, Fata Morgana, 1999

### Traductions
- Le Cycle de Cuchulain William Butler Yeats, Translated by Yves de Bayser, Obliques, 1974
- Le Seuil du Palais du Roi, Cahiers de l'Herne, Yeats,
- Adam international review, Volumes 42-43, 1980